# الاتحاد العراقي لكرة اليد
تأسس الاتحاد العراقي لكرة اليد في تاريخ 10-12-1972 , وتم نشر لعبة كرة اليد في العراق بشكل بعض المحاولات الفردية ولم يكتب النجاح لتلك المحاولات، ومن تلك المحاولات ما قام به الدكتور (نجم الدين السهروردي) عميد كلية التربية البدنية وعلوم الرياضة - جامعة بغداد انذلك عندما حاول ادخال لعبة كرة اليد إلى نادي لامير الرياضي عام 1949 عندما كانت تلعب اللعبة على ملاعب كرة القدم وكان الفريق مكون من 11 لاعب ولكن لم يكتب لهذه المحاولة النجاح، وفي عام 1964 اقامت كلية التربية البدنية وعلوم الرياضة - جامعة بغداد دورة تحكيمية شارك بها عدد من التدريسين ومنتسبي القوات المسلحة وفي نفس هذا العام دخلت كرة اليد في المنهاج الدراسي للكلية.
وفي عام 1964 زار وفد من جامعة الكويت وطلب الاشقاء إجراء لقاء بكرة اليد وهذا سبب حرجاً للمسؤولين بسبب عدم وجود فريق كرة يد انذاك وتم تدارك الامر وشكل فريق من لاعبين كرة القدم ولاعبين الساحة والميدان وفازوا على الفريق الكويتي وكان لهذا الفغوز اثر في نشر العبه في الكلية.
يعتبر الدكتور مهدي نجم التكريتي هو أول تدريسي لمنهج كرة اليد في الكلية 1964 ومن ثم قام بتدريسها الدكتور غالب رنكة، وفي العام الدراسي 1966-1967 استقدمت كلية التربية البدنية وعلوم الرياضة جامعة بغداد خبير من تشكيلوسلوفاكيا (جورج) لغرض تدريس وتدريب فريق الكلية.
عاد السيد الدكتور كمال عارف ظاهر إلى البلد بعد ان حصل على شهادة الماجستير في التربية الرياضية في ألمانيا الديمقراطية وفيما بعد حصل على شهادة الدكتوراه قدم اقتراح إلى عمادة الكلية ليتم تدريس مادة كرة اليد في السنتين الأولى والثانية بدلا من سنة واحدة، ويعد الدكتور كمال عارف رائد اللعبة في البلد فقد ابدى نشاطاً كبيراً وعمل دؤوباً لغرض نشر اللعبة واصدر كتاب 1968 ترجمة قانون كرة اليد (7 افراد).
في عام 1969 بدأ دوري الجيش بكرة اليد، وقام العقيد موفق السراج بجهود كبيرة بنشر اللعبة في الجيش وساهم طلاب كلية التربية البدنية وعلوم الرياضة - جامعة بغداد بتحكيم مباريات دوري الجيش في السنوات الأولى لقيامه، وفي نفس العام اقامت مديرية بغداد الكرخ بطولة المدارس المتوسطة والاعدادية وتبعها 1970 مديرية تربية الرصافة.Italic text
ظهر ركن في صحيفة الملاعب عن كرة اليد بقلم الدكتور سعد محسن واستمر حتى عام 1970 , قام على عاتقة بنشر اللعبة وتطويرها ومتباعه النشاطات التي تقام في البلد.
اقيم أول نشاط قبل تأسيس الاتحاد العراقي هو بطولة بغداد لكرة اليد بمشاركة 10 فرق (كلية التربية البدنية - جامعة بغداد / الفرقة الثالثة - الفرقة الخامسة - التموين والنقل - تربية بغداد الكرخ - نادي الاعظمية - نادي الكاظمية - نادي الكرادة - نادي المنصور - نادي الشالجية) وكانت اللجنة المشرفة مكونة من (دكتور كمال عارف - سعد محسن - صادق مهدي - سعهدي حسن - زهير محمد - فاروق محمد) اقيمت أول مباراة في البطولة بتاريخ 4/3/1971 بين فريقي الكاظمية والفرقة الثالثة، وبعد انتهاء البطولة قدمت اللجنة المشرفة طلب إلى اللجنة الاولمبية العراقية، واصدرت وزارة الرياضة والشباب امرها المرقم 103 في تاريخ 10-12-1972 بتشكيل الاتحاد العراقي لكرة اليد.
اقيم الدوري العراقي لكرة اليد لأول مرة في موسم 1977-1978 وعندها احرز لقب الدوري نادي الطلبة بقيادة عبد السلام صبري.

## قائمة رؤساء الاتحاد العراقي لكرة اليد
1. كمال عارف 1972-1974
2. أحمد سعيد 1974-1976
3. فاضل محمد 1976-1977
4. كمال عارف 1977-1984
5. علي تركي 1984-1987
6. لؤي خير الله طلفاح 1987-1988
7. عمار رشيد 1989-1991
8. علي تركي 1991-1998
9. لطيف جلوب 1998-2001
10. سعد محسن 2001-2009
11. فلاح حميد 2009-2013
12. سلام عواد 2013-2020
13. محمد هاشم 2020-مستمر

## وصلات خلية
- العراق
- منتخب العراق لكرة اليد
- كرة اليد

## وصلات خارجية
- https://ibnnews.net/archives/119187%5Bوصلة+مكسورة%5D
- https://www.alghadpress.com
- https://web.archive.org/web/20180831104406/http://www.iraqiforum.net/vb/725.html
- https://www.kooora.com/?team=6725